# Fatoumata Tambajang
Fatoumata Jallow-Tambajang (Brikama, 22 octubre del 1949) és una política i activista pels drets humans i de les dones de Gàmbia. És vicepresidenta del país des del 23 de gener del 2017, nomenada pel president Adama Barrow.

## Biografia
Tambajang nasqué a Brikama, Gàmbia, i s'educà a Gàmbia, Dakar i l'estat francés. Es llicencià en la Universitat de Niça Sophia Antipolis.
Tambajang fou assessora de Dawda Jawara, el primer president de Gàmbia, sobre infantesa i condició de les dones. Va presidir el Consell Nacional de Dones de Gàmbia i el representà durant sis anys en el Consell Nacional Econòmic i Social.
Fou ministra de Salut i Serveis Socials i Assumptes de les Dones del 1994 al 1995 en el gabinet del Consell de Govern Provisional de les Forces Armades liderat per Yahya Jammeh, i fou una de les dues ministres del gabinet al costat de Susan Waffa-Ogoo. Al setembre del 1994 representà Gàmbia en la Conferència Internacional sobre Població i Desenvolupament del Caire. S'incorporà llavors en el Programa de Desenvolupament de les Nacions Unides (UNDP). El 2001, mentre treballava en els Grans Llacs fou víctima d'un segrest.
Tambajang ha destacat pel seu activisme pels drets humans a Gàmbia i ha estat molt crítica amb el govern de Jammeh, condemnant les detencions de membres de l'oposició.
Milita en el Partit Democràtic Unificat (UDP) des d'abril del 2015.
Participà en la Coalició d'oposició el 2016 i arribà a dirigir-la. Després de la derrota de l'anterior president Yahya Jammeh en les eleccions presidencials de desembre de 2016 pel candidat recolzat per la Coalició 2016, Adama Barrow, Tambajang declarà que Jammeh seria perseguit. També anuncià la creació d'una comissió nacional per a investigar la corrupció durant el mandat de Jammeh.
El 23 de gener del 2017, poc després que Barrow assumís la presidència, anuncià l'elecció de Tambajang per a la vicepresidència de Gàmbia. La seua elecció fou qüestionava com a anticonstitucional, perquè en la secció 62(1)(b) de la Constitució de Gàmbia l'edat màxima perquè una persona assumeixi la vicepresidència és de 65 anys i Tambajang tenia 67 en el moment del nomenament.
Va substituir Isatou Njie-Saidy, que fou vicepresidenta del 1997 i 2017 fins a la seua renúncia el 18 de gener, quan Jammeh es resistia a abandonar la presidència.(7)

## Vida personal
Tambajang és d'ètnia fulbe i viu en el districte Kanifing. Té vuit fills.